# Jan Chlístovský
Jan Chlístovský (nascido em 15 de maio de 1934) é um ex-ciclista olímpico tchecoslovaco. Representou sua nação nos Jogos Olímpicos de Verão de 1960, na prova de perseguição por equipes.